# Brockhall (Northamptonshire)
Brockhall – wieś w Anglii, w hrabstwie Northamptonshire, w dystrykcie (unitary authority) West Northamptonshire. Leży 13 km na zachód od miasta Northampton i 106 km na północny zachód od Londynu.